# Галаган, Никита
Ники́та Галага́н (укр. Микита Ґалаґа́н, погиб 16 мая 1648 года; транскрибируется как Мыкыта) — украинский национальный герой. В ходе Корсунской битвы 16 мая 1648 года по поручению Б. Хмельницкого сознательно пошёл на пытки с целью дезинформации врага о состоянии войск казаков, завел 25-тысячное польское войско в западню, что дало возможность войскам казаков атаковать ляхов в невыгодных для последних условиях, за что поляками был замучен.
В результате битвы из 25-тысячной польской армии было убито и попало в плен 18 тысяч солдат, в том числе 80 высших командиров и гетманы Потоцкий и Калиновский.

## Биография
Никита Галаган родился в городе Корсунь, происходил из старинного казацкого рода. Казаками были его отец, дед и прадед. В то время со времён гетмана Сагайдачного у казаков было принято давать детям образование. По настоянию отца Никита поступил в бурсу Киевского братства, которую со временем успешно окончил и был записан в реестр казаков.
Во время антипольского восстания под предводительством Тараса Трясилы, Галаган примкнул к восставшим и участвовал в походах. После поражения восстания Галаган был выписан из реестра, лишён имущества и записан в холопы к князю Яреме Вишневецкому.
Галаган покинул Корсунь и сбежал на Сечь, в надежде вернуть себе казацкие права в бою. С этой целью через год он в составе казаков-выписчиков (выписанных из реестра) под предводительством Остряницы и Гуни участвовал в очередном антипольском восстании. Восстание было подавлено, и казаки в январе отступили.
Через два года с запорожским атаманом Полтора-Кожуха Никита снова ходил поднимать восстание на Украине. Это восстание также успеха не имело.
По возвращении на Сечь Галаган присоединился к войску атамана Максима Гулака, который за вознаграждение согласился выступить на стороне турецкого султана против персов, участвовал в походе через Кубань и Кавказ в Персию, где в боях захватил трофеями много золота. Вернувшись из похода, Галаган решает за деньги выкупить себе казацкие права.
Услышав, что Богдан Хмельницкий, которого он хорошо знал ранее, назначен чигиринским сотником, Галаган направился к нему, где рассказал о всех своих злоключениях. Хмельницкий пообещал помочь восстановить Никиту во всех правах и написал прошение Яреме Вишневецкому. За пять тысяч золотых тот согласился выписать Галагана из холопов в мещане, но о восстановлении его в казачьих правах и возврате имущества не хотел и слышать.
В 1647 году Галаган, уже свободным и имея при себе достаточно денег, возвращается в Корсунь. Несмотря на то, что в казачестве он так и не был восстановлен и числился мещанином, Никита носил саблю и считал себя казаком. Примерно в то же время в Корсуне Галаган познакомился с дочерью реестрового казака Даниила Цимбалюк Ефросиньей, на которой со временем и женился, поселившись в доме Даниила.
В марте из Черкасс прибыл сын Даниила Василий, служивший там реестровым казаком. На тот момент ему исполнилось 15 лет. Василий принес тревожную новость о том, что сотник Хмельницкий бежал на Сечь с целью поднять восстание, в связи с чем гетман Николай Потоцкий отдал приказ реестровым казакам поймать и пленить Хмельницкого. Василий был приписан к войску, которое с этой целью должно было отправиться в поход, как только на Днепре сойдёт лёд.
Спустя некоторое время со стороны Богуславля в Корсунь вошли войска гетмана Потоцкого и стали у замка. Галаган решает разведать силы поляков и отправляется к войскам в надежде найти кого-нибудь из знакомых. Там он встречает своего товарища Дороша Билыка, которого за непокорность разжаловали из казаков в драгуны. В беседе с Билыком Галаган получает ценную информацию.
Вступившись за честь жены, Галаган убивает гайдука и, спасаясь от преследования, убегает из Корсуня. В овраге у Стеблева Никита собирает ватагу из таких же беглецов, как и он. Ватага стала лагерем в овраге у Крутого Байрака. Почти ежедневно к ним приходили новые беглецы, отряд уже насчитывал три сотни человек. Казаки перекопали путь из Корсуня на Богуслав, на пути вероятного движения поляков рыли и маскировали волчьи ямы, организовывали завалы.
Периодически в Корсунь посылали разведку. Однажды Галагану донесли, что поляки строят укрепления у Корсуня и вдоль реки Рось, что говорило о том, что Хмельницкого поляки будут встречать здесь. Галаган принимает решение выступить с ватагой на юг навстречу Хмельницкому, чтобы сообщить те сведения о противнике, которые удалось собрать. Часть ватаги Никита оставляет для наблюдения за действиями поляков и ведения разведки.

### Подвиг
Добравшись до лагеря запорожцев, Галаган присоединяется к войску Хмельницкого. Информация о расположении и численности польских войск, которую принес Галаган, оказалась как нельзя кстати. Сил у запорожцев было недостаточно, чтобы штурмовать польские укрепления. На совещании в присутствии Хмельницкого Богуна, Нечая, Кривоноса, Джеджалия и Выговского принимается решение завести поляков в засаду в заранее подготовленном Галаганом месте. Для этой цели необходим был доброволец, который мог бы наняться к полякам проводником. Выполнить эту миссию вызывается Галаган. Решение было одобрено советом.
Когда войско Хмельницкого подошло к Корсуню, Галаган ночью указал Перебейносу, где находятся приготовленные ими рвы, ямы и засеки и направился в сторону Корсуня. Добравшись до окопов поляков, Галаган принялся ползать вдоль них, периодически вставая, изображая из себя лазутчика. Заметив его, к нему подъехали четыре конных поляка и взяли его в плен.
Допрос Галагана вел лично Потоцкий. На все вопросы Никита отвечал отказом, зная, что поляки поверят только тому, что сказано под пытками. Потоцкий позвал палача, который раскалил железо и стал жечь им спину Никиты. Под пытками Галаган «признался» и рассказал, что войска Хмельницкого весьма многочисленны, а ещё с ним татары, а позади идёт крымский хан со своей ордой, и что Джеджалий с Кривоносом обходят их с тыла. Потоцкий принимает решение отходить лесом. Узнав, что Галаган родом из этих мест, поляки просят его вывести их из-под Корсуня. Галаган согласился.
К этому моменту казаки Кривоноса перекопали вероятные пути отхода поляков глубокими рвами, завалили стволами деревьев.
С рассветом Галаган повёл польское войско через лес в заранее приготовленные засеки и рвы. Когда половина польского войска вошла в лес, по оставшимся ударили казаки Нечая и Богуна, с тыла их теснил Хмельницкий. Джеджалий, обойдя Корсунь, ударил справа, а Морозенко и Чернота слева. Среди поляков началась паника. Отбиваясь от казаков, польское войско шло над крутым оврагом. Поляки уперлись в засеку и начали её разбирать, но погонщики, в панике не желая ждать, стали объезжать засеку слева и справа, где были рвы и ямы.
Калиновский обвинил Галагана в том, что он их завёл в западню, на что Галаган ответил, что не знал этого. Разобрав завал, поляки двинулись дальше. Много повозок пришлось бросить тут же. Дальше путь стал еще сложнее, повозки то и дело срывались в овраг. Справа и слева поляков теснили казаки. Из засады ударили пушки Кривоноса. Увидев происходящее, Калиновский подъехал к Галагану и зарубил его саблей.
Князь Корецкий, под началом которого было более 2000 человек, приказал отступать, что и решило исход битвы. Боевые порядки шляхтичей нарушились, началась паника, через открытый фланг в лагерь поляков ворвались казаки и началась резня.

## Критика
В СМИ и научно-популярной литературе высказывалось мнение, что подвиг Никиты Галагана лёг в основу легенды об Иване Сусанине. Хотя жалованная грамота царя Михаила Фёдоровича наследникам Ивана Сусанина датируется 30 ноября 1619 года, то есть почти за 30 лет до начала Корсунской битвы, в ней не указывается об обмане Иваном врагов, а только об отказе выдать под пытками важную информацию.

## В кинематографе
- «Огнём и мечом» (пол. Ogniem i mieczem, реж. Ежи Гоффман, 1999 год, Польша)